# يوان بغت
يوان بغت (بالفرنسية: Yoann Bagot)‏ ولد بتاريخ 6 سبتمبر 1987 في فرنسا، هو دراج فرنسي في صنف سباق الدراجات على الطريق.

## سجل النتائج

### المراكز
- حقق المركز الـ 2 في طواف تركيا 2013

## روابط خارجية
- يوان بغت على موقع الاتحاد الدولي للدراجات (الإنجليزية)
- يوان بغت على موقع أرشيف الدراجات (الإنجليزية)
- يوان بغت على موقع إحصائيات الدراجات الإحترافية (الإنجليزية)
- يوان بغت على موقع نسبة الدراجات (الإنجليزية)
- يوان بغت على موقع CycleBase (الإنجليزية)
- يوان بغت على موقع الاتحاد الدولي للدراجات (الإنجليزية)
- يوان بغت على موقع أرشيف الدراجات (الإنجليزية)
- يوان بغت على موقع إحصائيات الدراجات الإحترافية (الإنجليزية)
- يوان بغت على موقع نسبة الدراجات (الإنجليزية)
- يوان بغت على موقع CycleBase (الإنجليزية)